# Max Hoffmann (Zoologe)

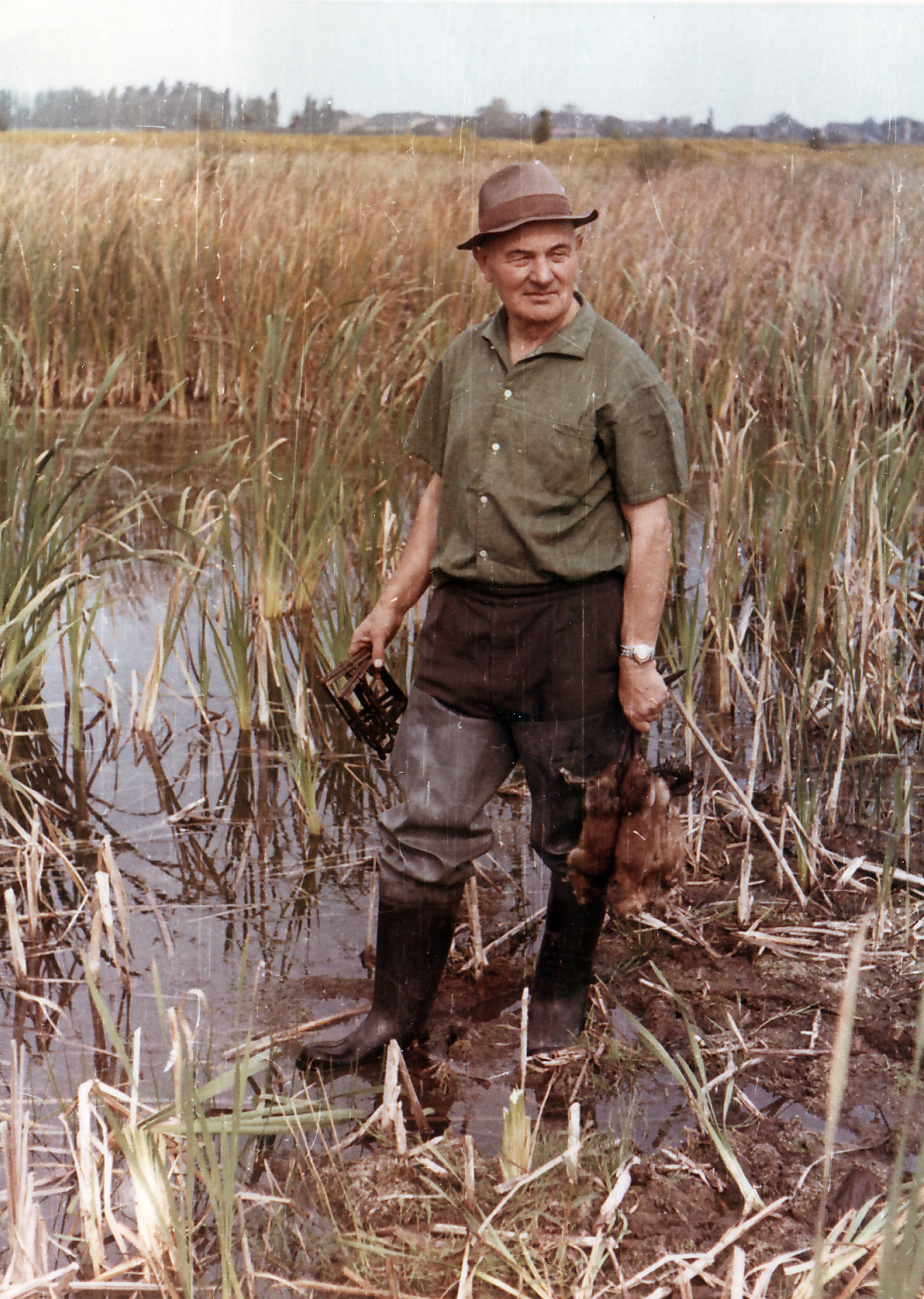
Max Hoffmann mit Fallen und gefangenen Bisamratten

Max Hoffmann (* 6. Juli 1904 in Halle (Saale); † 24. Februar 1995 in Berlin) war ein deutscher Fachmann der Bisamrattenforschung und für die Bekämpfung der Bisamratte in Theorie und Praxis.

## Laufbahn
Hoffmann wurde 1904 als achtes  von neun Kindern geboren. Sein Vater war Gestütswärter im seinerzeitigen Preußisch-Sächsischen Landgestüt „Kreuz“ in Cröllwitz bei Saale-Halle. Dem Umfeld entsprechend wuchs er mit Arbeiten in der Landwirtschaft auf.
Seine berufliche Laufbahn begann am 1. April 1919 als Verwaltungslehrling bei der Versuchsanstalt für Pflanzenkrankheiten und Agriculturchemischen Kontrollstation in Halle (Saale). Im Oktober 1921 stellte ihn der dortige Direktor H. C. Müller als Privatsekretär an. Nach dessen Tod im Februar 1931 wurde Hoffmann beim nunmehrigen Pflanzenschutzamt Verwaltungsleiter. Diesen Posten hatte er mit kriegsbedingter Unterbrechung bis Dezember 1952 inne. Vom 16. Dezember 1952 bis zum 30. Juni 1971 war er „Beauftragter für die Bekämpfung der Bisamratte in der DDR“.
In den 1920er und 1930er Jahren hat Max Hoffmann wesentlich zum Aufbau des Deutschen Pflanzenschutzdienstes beigetragen, besonders in der Provinz Sachsen. Er war Mitorganisator an vielen Spezialaufgaben, wie Saatgutbeize, Pflanzenquarantäne, Reblaus- und Lohnsaatbeizkontrolle, Kartoffelkrebs-, Kartoffelkäfer-, Rübenwanzen-, Zwiebelfliegen- und anderen Aktionen. Als kaufmännischer Leiter führte er die um 1919 dem Pflanzenschutzamt angegliederte Verkaufsstelle für Pflanzenschutzmittel. Nebenamtlich war er Außendienstleiter der dem Amt angeschlossenen Landesstelle Sachsen-Anhalt zur Bekämpfung der Bisamratte. Er betätigte sich als Dozent von Lehrgängen für Pflanzenschutztechniker in Sachsen-Anhalt; er war auch Mitbegründer der ersten deutschen Fachschule für Pflanzenschutz in Naumburg (Saale).
Nach Ende des Zweiten Weltkriegs bestand seine Aufgabe darin, zum Neuaufbau des Pflanzenschutzdienstes leitend beizutragen, insbesondere für die Provinz Sachsen und Anhalt. Dem zuständigen Amt unterstanden vier Bezirkspflanzenschutzämter, 36 Kreispflanzenschutzstellen, 180 ständige wissenschaftliche, technische und Verwaltungskräfte, in der Saison etwa 800 Spritz- und Gerätewarte mit einem entsprechend großen Fuhrpark.
Die überwiegende Verwaltungsarbeit befriedigte ihn nicht so recht, und so übernahm er gern die ihm von der Wasserwirtschaft angebotene Leitung des Bisambekämpfungsdienstes der DDR. Die erstmals 1905 aus Amerika eingeführte Bisamratte war ein in Europa und Asien bis dahin völlig unbekanntes Tier, das sich sehr schnell ausbreitete. Bald bemerkte man überall die erheblichen Schäden, die das Tier durch seine Wühlarbeit insbesondere an den Deichen anrichtete, und man begann staatlicherseits mit der Bekämpfung des Nagers.
Hoffmann beließ es nicht bei der Bekämpfungstechnik, sondern erforschte in Zusammenarbeit mit wissenschaftlichen Institutionen, besonders mit dem Zoologischen Institut in Halle, die Lebensweise dieses Tieres. Dabei stellte er selbst „mit Stöberstock und Fallen“ der Bisamratte nach. Auf seine Anregung hin entstanden über dreißig wissenschaftliche Abhandlungen, für die er das Material lieferte oder sie anderweitig unterstützte. Im Jahr 1942 begann er damit, selbst kurze Abhandlungen zu verfassen. Herausragend aus seiner literarischen Arbeit ist die 1958 erschienene Bisamratten-Monographie mit ihren späteren fünf Nachträgen. Befördert durch seine praktische Tätigkeit entstanden außerdem Publikationen über den Amerikanischen Nerz (Mink), Nutria, Biber und Wanderratte, auch über vogelkundliche Beobachtungen. Seine Arbeit bedingte zudem eine erhebliche Mitarbeit bei Fragen des Naturschutzes.
Hoffmanns großes Verdienst lag darin, „dass er innerhalb kurzer Zeit im DDR-Maßstab einen schlagkräftigen Bekämpfungsdienst aufgebaut und die bis dahin weniger wirkungsvollen Maßnahmen, Methoden und Geräte wesentlich verbesserte und vor allem auch den Ausbildungsstand der Bisamjäger auf ein höheres Niveau gebracht hat“.
Max Hoffmann war auf internationalen Tagungen, zum Beispiel zum Thema Bisamratten, eine bekannte Persönlichkeit. Mehrfach wurde er zum korrespondierenden oder Ehrenmitglied international renommierter Naturschutz-Institutionen ernannt. Er erhielt die Naturschutznadel in Gold der DDR; im Jahr 1974 die Verdienstmedaille der DDR; 1976 wurde er von der Akademie der Wissenschaften der DDR mit der Leibniz-Medaille ausgezeichnet. Seine wohl letzte Auszeichnung kam 1977 aus der Pelzbranche, die Goldene Pelzmotte, eine Nadel „für besondere Verdienste um die internationale Pelzwirtschaft“.

## Werke (Auswahl)
- Die Bisamratte, Heft 78 (Brehm-Verlag, 1952)
- Die Bisamratte. Ihre Lebensgewohnheiten, Verbreitung, Bekämpfung und wirtschaftliche Bedeutung (Akademische Verlagsgesellschaft Geest & Portig, Leipzig 1958) → Inhaltsverzeichnis
- Die Verbreitung der Bisamratte in Europa und Asien (Ondatra zibethica L.). In: Das Pelzgewerbe Nr. 3, Hermelin-Verlag Dr. Paul Schöps, Berlin u. a., 1958, S. 111–118
- Über die historische Entwicklung der Besiedlung von Aller und Ohre durch die Bisamratte (Ondatra zibethica L.) (Jahresschrift des Kreismuseums Haldensleben, Bd. 5, 1964, S. 115–330. Auch als Sonderdruck erschienen.)
- Bibliographie der Bisamratten 1. Nachtrag (Akademischer Verlag Halle, 1967)